# Sclerotium medullosum
Sclerotium medullosum är en svampart som beskrevs av Roberge ex Desm. 1853. Sclerotium medullosum ingår i släktet Sclerotium och riket svampar.   Inga underarter finns listade i Catalogue of Life.